# Goethe en la campiña romana
Goethe en la campiña romana (en alemán, Goethe in der Campagna) es un óleo sobre lienzo realizado por el pintor y grabador alemán Johann Heinrich Wilhelm Tischbein en 1787.
Es una de las pinturas más populares en Alemania y el retrato más conocido de Goethe. Muestra a Johann Wolfgang von Goethe durante su primer viaje a Italia en 1786. Este retrato fue vendido por un coleccionista privado al Instituto Städel, Fráncfort del Meno, en 1887, donde se conserva desde entonces.